# Via Egnatia

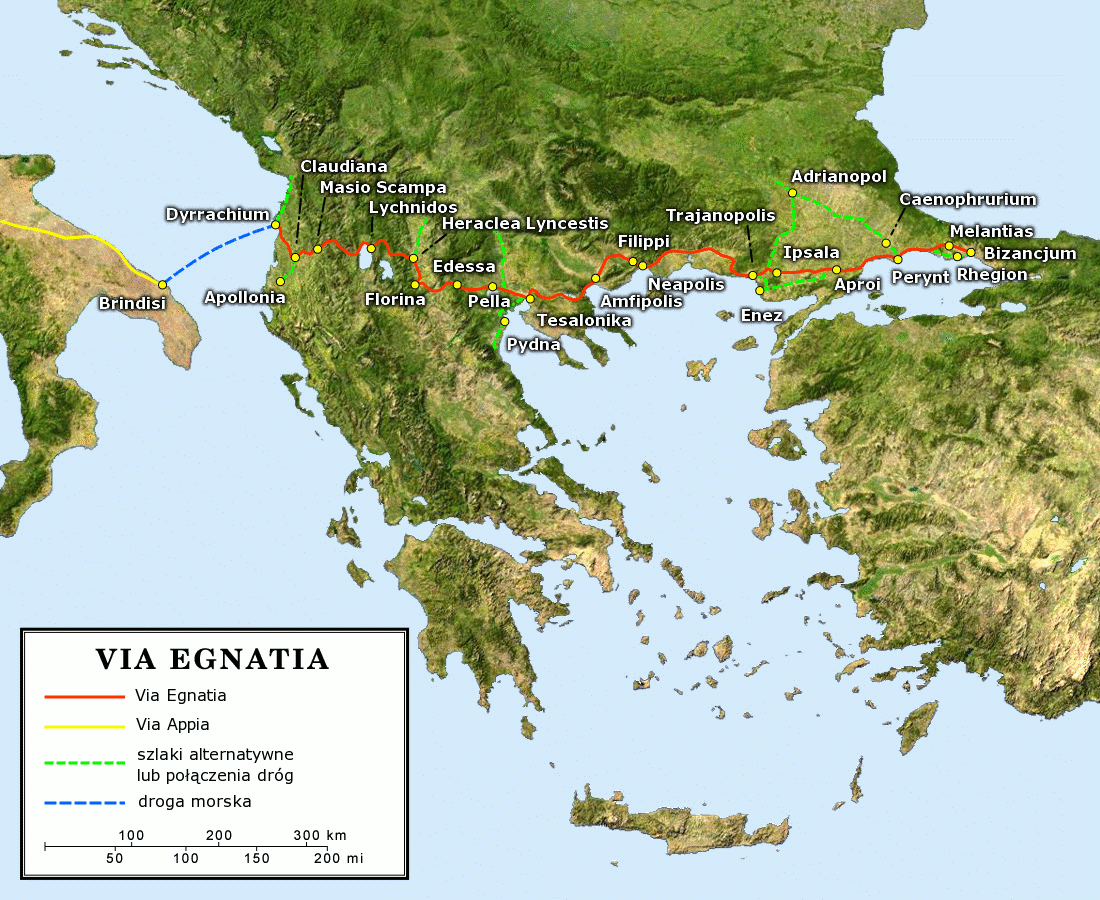
Przebieg Via Egnatia

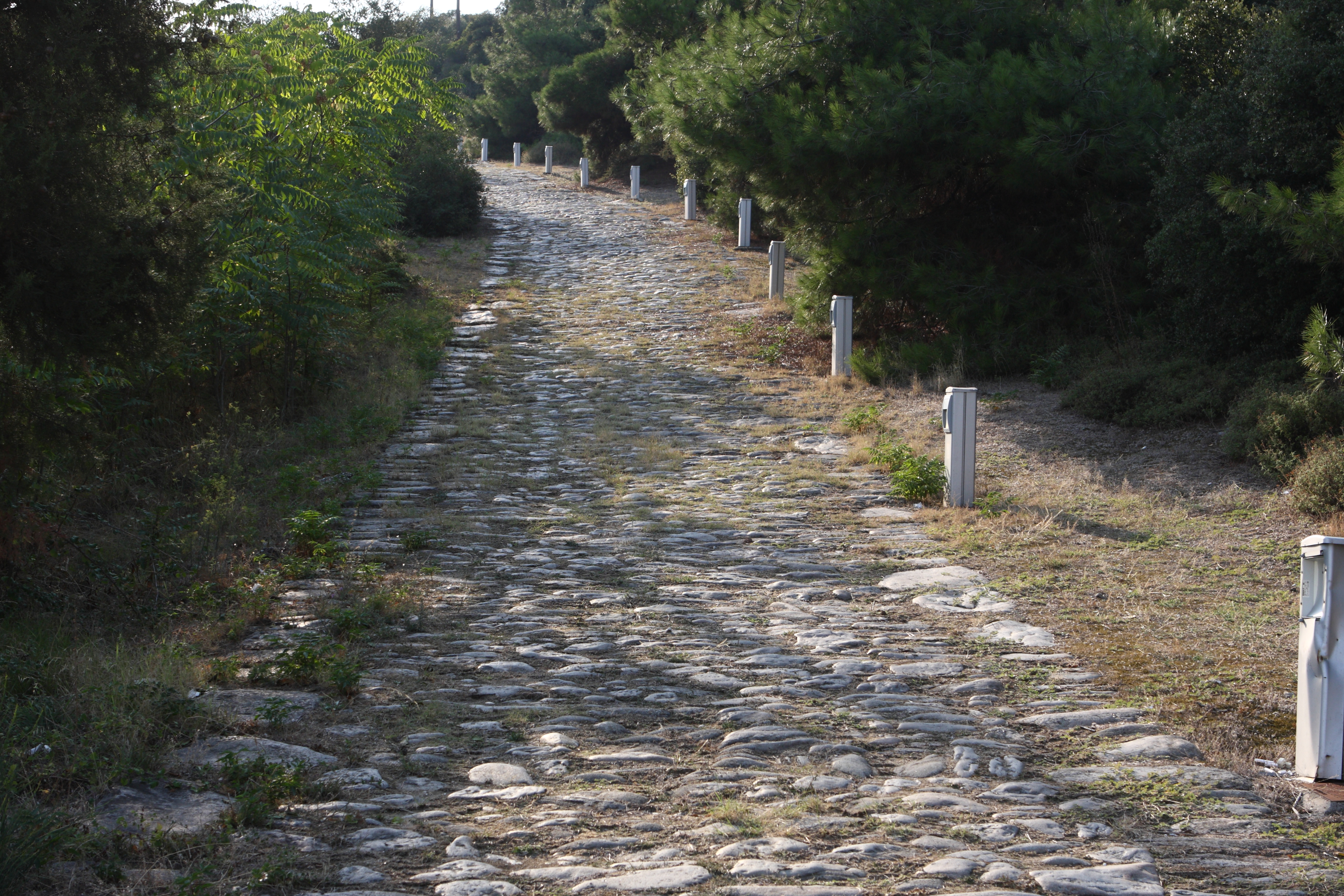
Fragment drogi pod Kawalą

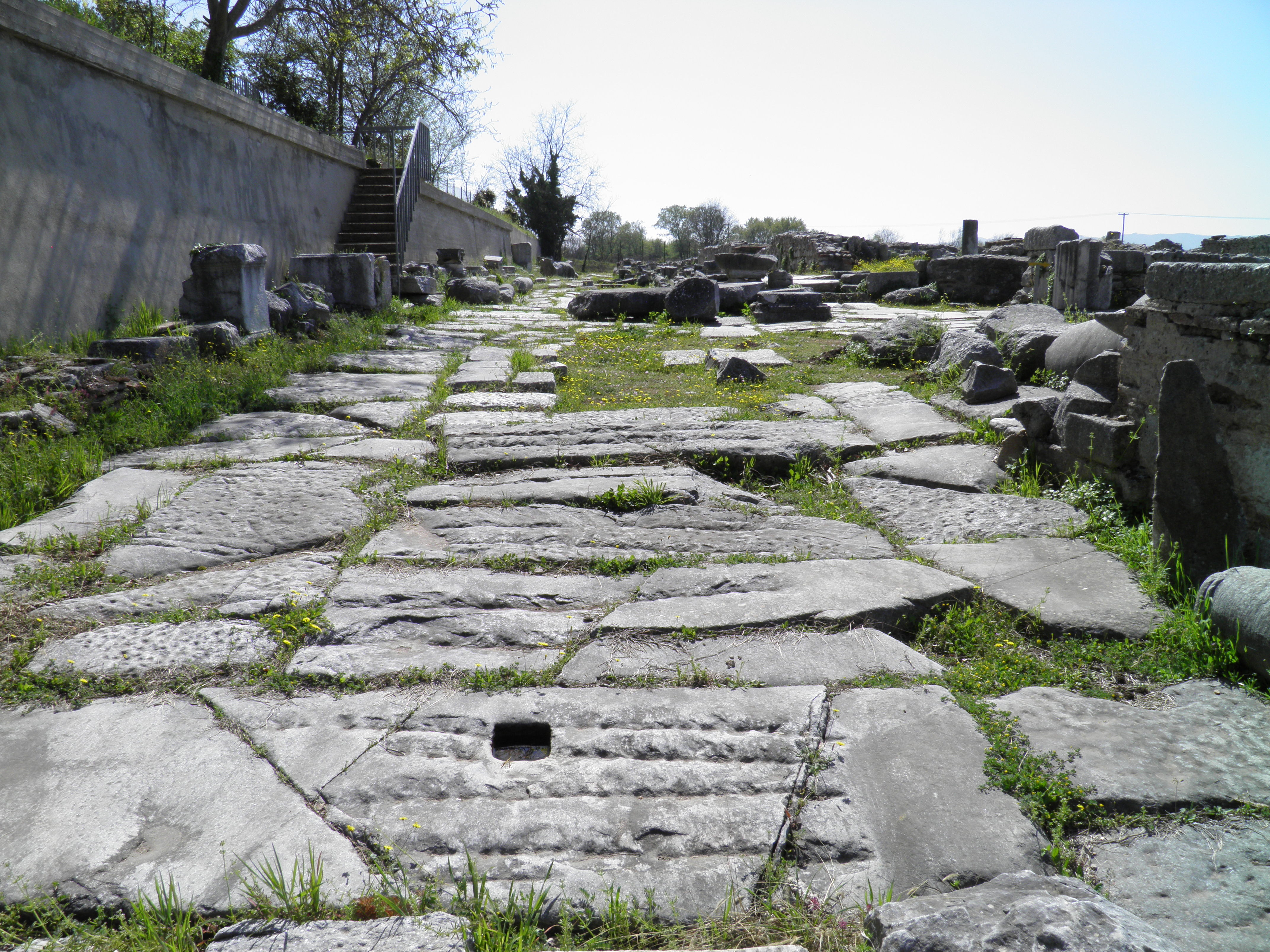
Fragment drogi w Filippi

Via Egnatia – starożytna droga rzymska, zbudowana w latach 146-120 p.n.e. na Półwyspie Bałkańskim. 
Przebiegała od Dyrrachium na wybrzeżu Adriatyku przez Egnatię do Bizancjum (dzis. Stambuł), stanowiąc zamorskie przedłużenie Via Appia i tym samym główny szlak komunikacyjny pomiędzy Rzymem i jego posiadłościami na Wschodzie. 
Jej budowę rozpoczął prokonsul Macedonii Gnejusz Egnatiusz. Początkowo przebiegała do Tesaloniki na dystansie ponad 700 km, następnie przedłużono ją do Bizancjum i całkowita długość wynosiła ok. 1100 kilometrów. Jako transkontynentalna magistrala była w istocie drogą wojskową, przeznaczoną do szybkiego przemieszczania legionów z Italii przez cieśninę Otranto do Macedonii i krain małoazjatyckich. Miała liczne odgałęzienia i połączenia z Grecją (przez Tesalię), północną Macedonią i Dolną oraz Górną Mezją (aż do Viminacium).
Znana z opisu w Geografii Strabona (VII, 7,4), z niewielkich zachowanych fragmentów nawierzchni oraz ze znaczących jej przebieg licznych kamieni milowych. Podróżował nią m.in. apostoł Paweł (Dzieje 16-17). Dawne znaczenie odzyskała jako główny szlak wojskowy w czasach bizantyjskich; korzystali z niej później również europejscy krzyżowcy i osmańscy zdobywcy.  
Do antycznej tradycji i przebiegu większej części tej trasy nawiązuje dziś grecka autostrada Egnatia Odos, łącząca przez Saloniki port Igumenitsa nad Morzem Jońskim ze wschodnią granicą państwa, a ukończona w 2009 roku.